# Albert Steck
Albert Steck (* 19. Dezember 1843 in Bern; † 28. November 1899 ebenda) war ein Schweizer Politiker und Mitgründer der Sozialdemokratischen Partei der Schweiz.

## Leben
Albert Steck entstammte dem patrizischen Zweig der Berner Familie Steck und war ein Enkel Johann Rudolf Stecks (1772–1805), der 1798/1799 als Generalsekretär der Helvetischen Republik amtierte. Steck übte den Beruf des Fürsprechers aus. Nach dem Ende der Staatskrise, die der Kulturkampf in der Schweiz ausgelöst hatte, wurde er im Mai 1878 in den Grossen Rat des Kantons Bern gewählt, aufgestellt durch gemässigt konservative Gruppen. Im Frühjahr 1882 verdankte er seine Wiederwahl dann den linksliberalen Freisinnigen. Enttäuscht vom Gezänk der Fraktionen und gesundheitlich angegriffen, trat Steck jedoch schon im Herbst desselben Jahres von seinem Mandat zurück.
Nachdem er Alexander Reichel (1853–1921), den Gründer des Allgemeinen Arbeitervereins Bern und Umgebung, kennengelernt hatte, wandte sich Steck sozialistischen Ideen zu. Innerhalb der Sozialdemokratie des späten 19. Jahrhunderts vertrat er demokratisch-reformistische Ansichten.
Nachdem Stecks Versuch misslungen war, den sozialreformerischen Grütliverein für seine Politik zu gewinnen, beschloss er, mit Reichel eine sozialdemokratische Partei ins Leben zu rufen und die Wochenzeitung Der Schweizerische Sozialdemokrat herauszugeben.
Bereits im März 1870 hatte es von Herman Greulich (1842–1925) in Zürich entsprechende Bestrebungen gegeben, doch erst Albert Steck und Alexander Reichel gelang es am  21. Oktober 1888 in Bern, aus zahlreichen regionalen Arbeitervereinen eine gesamtschweizerische sozialdemokratische Partei zu bilden. Zuvor hatten Steck und Reichel das Grundsatzprogramm erarbeitet. Im Januar 1889 wurde Reichel zum Präsidenten, Steck zum Vizepräsidenten und ersten Sekretär der Sozialdemokratischen Partei der Schweiz (SPS) gewählt. Am 17. November 1892 führte seine religiös begründete Eidverweigerung (siehe Schleitheimer Artikel) im Berner Grossen Rat zu einem Eklat. Das von Steck angebotene Gelübde wurde vom Rat mit 134 zu 40 Stimmen abgelehnt.